# Clovenfords
Clovenfords es un pueblo en la región de Scottish Borders en Escocia, una milla al norte de la aldea de Caddonfoot y cuatro millas al oeste de la ciudad de Galashiels. El pueblo se asienta en unas praderas ondulantes y colinas circundantes. El censo en 2011 contó una población de 562 personas.

## Historia
Clovenfords se fundó cerca del 1750 en la ruta de la diligencia entre Carlisle y Edimburgo. El pueblo presumía de una herrería, una oficina de correo y un puñado de cabañas cuando Galashiels era solo una aldea dependiente en Clovenfords para sus entregas de correo y noticias del mundo exterior.

## Escolar
Una escuela primaria nueva fue abierta en Clovenfords en 2012, reemplazando el edificio viejo en Caddonfoot que databa de 1840. El censo escolar en septiembre del 2015 fue de 93 alumnos, y hay 5 profesores a tiempo completa. La actual directora es Amanda Findlay.

## Hotel
El hotel de Clovenfords es un punto focal de la comunidad. Primeramente se abrió cerca del 1750, conocido como Whytbank Inn. Walter Scott se alojaba frecuentemente en el hotel después de ser nombrado sheriff en 1799, y el poeta William Wordsworth y su hermana Dorothy se alojaron allí en 1803. En 2016, el hotel sufrió una extensa renovación.

## Sala de pueblo
La sala de Caddonfoot está localizada una milla al sur de Clovenfords y acoge actividades regulares para las personas del pueblo, incluyendo la danza de País Escocés, yoga, bádminton y una guardería del pueblo. La sala fue otorgada a las personas de la Parroquia de Caddonfoot en 1929 por Lady Louisa Mary Anderson de la Casa Yair, y está dirigido por un comité de representantes de grupo del usuario.